# Rogue Entertainment
Rogue Entertainment fue un estudio estadounidense desarrollador de videojuegos para computadora con sede en Dallas, Texas, que estuvo activo hasta fines de la década de 1990. Fue fundado por Rich Fleider, Steve Maines y Jim Molinets en 1994. La oficina de Rogue Entertainment estaba en el mismo edificio que id Software, todos sus videojuegos usaban motores de juegos creados por id Software, y dos de sus juegos eran expansiones para la serie de juegos Quake de id Software. El primer juego de la compañía, Strife: Quest for the Sigil, fue lanzado como shareware el 23 de febrero de 1996, y la versión comercial se lanzó más tarde el 31 de mayo de 1996. Muchos ex empleados de Rogue Entertainment se mudaron a Nerve Software después del cierre de Rogue Entertainment.

## Juegos desarrollados por Rogue Entertainment
- Strife (1996) (PC)
- Quake Mission Pack No. 2: Dissolution of Eternity (1997) (PC)
- Quake II Mission Pack: Ground Zero (1998) (Windows)
- Quake II (1999) (Nintendo 64)[2]
- American McGee's Alice (2000) (Windows)
- Counter-Strike: Condition Zero (nunca publicado, el desarrollo pasó a Valve, luego a Gearbox Software)[3][4]